# ولسوالی کشنده
کشنده یکی از ولسوالی‌های ولایت بلخ در جنوب خاوری افغانستان است با جمعیت نزدیک به ۴۷٬۳۰۰ نفر.